# تسوباسا يوشيهيرا
تسوباسا يوشيهيرو (باليابانية: 吉平 翼) (5 يناير 1998 في أويتا في اليابان – )؛ هو لاعب كرة قدم ياباني سابق كان يلعب كمهاجم.

## وصلات خارجية
- تسوباسا يوشيهيرا على موقع رابطة كرة القدم اليابانية للمحترفين (اليابانية)
- تسوباسا يوشيهيرا على موقع قاعدة بيانات كرة القدم.إي يو (الإنجليزية)
- تسوباسا يوشيهيرا على موقع Soccerway.com (الإنجليزية)
- تسوباسا يوشيهيرا على موقع عالم كرة القدم.نت (الإنجليزية)